# Massacre at Central High
Massacre at Central High is een Amerikaanse misdaadfilm uit 1976.

## Rolverdeling
| Acteur           | Personage |
| ---------------- | --------- |
| Robert Carradine |           |
| Kimberly Beck    |           |
| Andrew Stevens   |           |
| Steve Bond       |           |